# 伊予櫻井站
伊予櫻井站（日语：／ Iyosakurai eki */?）是位在日本愛媛縣今治市、隸屬於四國旅客鐵道（JR四國）的鐵路車站。車站編號為Y38，過往是未合併入今治市時的櫻井町中心車站，急行列車停車站，現時則只停靠普通列車。由於日本國鐵早於1893年已於奈良縣櫻井市的櫻井線設有櫻井站，本站因此加入舊令制國名稱「伊予」以作識別。
由本站至伊予三芳站一段是予讚線內最長的區間，長度為7.6公里。

## 車站結構
與鄰站伊予富田站相同，都是設有單層木製站舍1座，屬於較小規模的站舍。內設有原站務室、候車大堂及站內洗手間，無人化後，車票業務改由附近的小商店委託出售，原來的站務室則已封鎖，改為儲物室，也沒有加設自動售票機。
配套也和伊予富田站非常相近，同樣設有不對稱側式月台2座，有效長度為6輛，月台之間以行人天橋連接，其中1號月台為主軌道，供特急列車通過，亦是大部份上、下行普通列車停靠時使用；2號月台為側線，主要讓上下行普通列車同時交換時才使用，同樣在月台前端向伊予富田方向設有1座規模較大的開放式候車室。稍為不同是兩端皆設有緊急轉轍器，而緊急路軌的長度亦比一般車站為長。

### 月台配置
| 月台 | 路線    | 方向 | 目的地                     |
| ---- | ------- | ---- | -------------------------- |
| 1・2 | ■予讚線 | 上行 | 伊予西條、觀音寺、高松方向 |
| 1・2 | ■予讚線 | 下行 | 今治、松山、伊予市方向     |

## 歷史
- 1923年12月21日：開業。
- 1987年4月1日：日本國鐵分割民營化，車站經營權由JR四國繼承。

## 相鄰車站
四國旅客鐵道（JR四國）
■予讚線
伊予三芳（Y37）－伊予櫻井（Y38）－伊予富田（Y39）